# (2288) Karolinum
(2288) Karolinum (1979 UZ; 1937 GL; 1942 HJ; 1952 HN1; 1952 KJ; 1972 LD) ist ein Asteroid des äußeren Hauptgürtels, der am 19. Oktober 1979 vom slowakischen (damals tschechoslowakischen) Astronomen Ladislav Brožek am Kleť-Observatorium in der Nähe von Český Krumlov in Tschechien (IAU-Code 046) entdeckt wurde.

## Benennung
(2288) Karolinum wurde nach dem Karolinum, dem nach wie vor genutzten Hauptgebäude der 1348 gegründeten Karls-Universität in Prag, benannt. Der Asteroid des Hauptgürtels (4339) Almamater wurde nach der Karls-Universität benannt.